# Óscar Cortés
Óscar Manuel Cortés Cortés (Tumaco, Nariño; 3 de diciembre de 2003) es un futbolista colombiano. Juega como interior o extremo en el Rangers F. C. de la Scottish Premiership.
Tras su debut como futbolista profesional y sus destacadas actuaciones en el Campeonato Sudamericano Sub-20 de 2023 con su selección y posteriormente con Millonarios en torneos locales y continentales, Óscar es transferido al Lens de Francia en una cifra récord para el club, la cual a día de hoy sigue vigente.

## Carrera en clubes

### Millonarios

#### Divisiones menores: 2017-21
Óscar Manuel se dio a conocer en el Torneo Internacional de las Américas con el equipo de Tumaco FC siendo apenas un jugador Sub-14 recibido ofertas para integrar equipos tanto nacionales como internacionales. En 2017 se une a Millonarios luego de ser observado en dicho torneo por Edgar Moreno y Norberto Peluffo encargados del fútbol base del equipo embajador.

#### Debut profesional: 2022
Su debut con Millonarios ocurrió en la temporada 2022 enfrentando al Deportivo Pasto en el Estadio Departamental Libertad por la primera fecha del Torneo Apertura, siendo dirigido por el entrenador Alberto Gamero. Más adelante, en mayo anota su primer gol por los octavos de final de la Copa Colombia al Jaguares de Córdoba en el Estadio Jaraguay.

#### Consolidación: 2023
Tras destacarse en el Sudamericano 2023 con la Selección Sub-20, Cortés recibe ofertas para jugar en la Serie A de Italia, al no concretarse el fichaje debuta anotando un doblete en la 4 fecha del Liga Betplay 2023 I ante Jaguares de Córdoba en el Estadio El Campin. Luego de disputar el mundial sub-20 y de debutar con la selección absoluta regresa al equipo y se consagra campeón frente al Atlético Nacional disputando 45 minutos del encuentro.

## Selección nacional

### Selecciones juveniles
Ha sido convocado a la Selección Colombia Sub-20, en el Mundial Sub-20 Argentina 2023, Colombia llegó hasta cuartos de final donde perdió 1-3 ante Italia. Cortés en este mundial juvenil marcó 4 goles y dio dos asistencias.

#### Participaciones en juveniles
| Torneo                   | Sede      | Resultado        | Partidos | Goles |
| ------------------------ | --------- | ---------------- | -------- | ----- |
| Juegos Odesur 2022       | Paraguay  | Tercer lugar     | 4        | 1     |
| Sudamericano Sub-20 2023 | Colombia  | Tercer lugar     | 9        | 3     |
| Mundial Sub-20 2023      | Argentina | Cuartos de final | 5        | 4     |
| Preolímpico Sub-23       | Venezuela | Fase de grupos   | 2        | 0     |

### Selección absoluta
Fue convocado a la Selección Colombia. El 16 de junio de 2023 debutó en la victoria 1-0 sobre Irak por un amistoso.

### Detalle de partidos jugados
| 1      | Millonarios B        | 1-3  | 3 de diciembre de 2021   | Sede FCF                          | Amistoso                |                   |
| 2      | Paraguay             | 1-1  | 8 de diciembre de 2021   | Estadio Nicolás Chahuán           | Amistoso                |                   |
| 3      | Uruguay              | 1-2  | 10 de diciembre de 2021  | Estadio Nicolás Chahuán           | Amistoso                |                   |
| 4      | Chile                | 1-2  | 12 de diciembre de 2021  | Estadio Nicolás Chahuán           | Amistoso                |                   |
| Sub-20 |                      |      |                          |                                   |                         |                   |
| 1      | República Dominicana | 0-1  | 25 de septiembre de 2022 | Estadio Cibao FC                  | Amistoso                | Anotado           |
| 2      | República Dominicana | 0-4  | 27 de septiembre de 2022 | Estadio Cibao FC                  | Amistoso                | Anotado           |
| 3      | Ecuador              | 3-2  | 4 de octubre de 2022     | Parque Olímpico                   | Juegos Odesur           |                   |
| 4      | Argentina            | 0-2  | 6 de octubre de 2022     | Parque Olímpico                   | Juegos Odesur           |                   |
| 5      | Paraguay             | 4-2  | 10 de octubre de 2022    | Parque Olímpico                   | Juegos Odesur           | Anotado           |
| 6      | Uruguay              | 1-2  | 12 de octubre de 2022    | Parque Olímpico                   | Juegos Odesur           |                   |
| 7      | Colombia Sub-17      | 0-4  | 15 de enero de 2023      | Sede FCF                          | Amistoso                | Anotado           |
| 8      | Paraguay             | 1-1  | 19 de enero de 2023      | Estadio Pascual Guerrero          | Campeonato Sudamericano |                   |
| 9      | Perú                 | 1-2  | 21 de enero de 2023      | Estadio Pascual Guerrero          | Campeonato Sudamericano | Anotado · Anotado |
| 10     | Brasil               | 1-1  | 25 de enero de 2023      | Estadio Pascual Guerrero          | Campeonato Sudamericano |                   |
| 11     | Argentina            | 0-1  | 27 de enero de 2023      | Estadio Pascual Guerrero          | Campeonato Sudamericano |                   |
| 12     | Uruguay              | 1-0  | 31 de enero de 2023      | Estadio El Campin                 | Campeonato Sudamericano |                   |
| 13     | Paraguay             | 1-2  | 3 de febrero de 2023     | Estadio El Campin                 | Campeonato Sudamericano | Anotado           |
| 14     | Ecuador              | 0-1  | 6 de febrero de 2023     | Estadio El Campin                 | Campeonato Sudamericano |                   |
| 15     | Brasil               | 0-0  | 9 de febrero de 2023     | Estadio El Campin                 | Campeonato Sudamericano |                   |
| 16     | Venezuela            | 0-2  | 12 de febrero de 2023    | Estadio El Campin                 | Campeonato Sudamericano |                   |
| 17     | Gales                | 2-0  | 23 de marzo de 2023      | Estadio Pinatar Arena             | Amistoso                |                   |
| 18     | Real Murcia Sub-21   | 0-18 | 28 de marzo de 2023      | Estadio Pinatar Arena             | Amistoso                | Anotado           |
| 19     | Club Tristán Suárez  | 2-2  | 13 de mayo de 2023       | Estadio 20 de Octubre             | Amistoso                |                   |
| 20     | Negeria              | 3-3  | 16 de mayo de 2023       | Estadio 20 de Octubre             | Amistoso                | Anotado           |
| 21     | Israel               | 1-2  | 21 de mayo de 2023       | Estadio Ciudad de La Plata        | Mundial Sub-20          | Anotado           |
| 22     | Japón                | 1-2  | 24 de mayo de 2023       | Estadio Ciudad de La Plata        | Mundial Sub-20          |                   |
| 23     | Senegal              | 1-1  | 27 de mayo de 2023       | Estadio Ciudad de La Plata        | Mundial Sub-20          | Anotado           |
| 24     | Eslovaquia           | 1-5  | 31 de mayo de 2023       | Estadio San Juan del Bicentenario | Mundial Sub-20          | Anotado · Anotado |
| 25     | Italia               | 3-1  | 3 de junio de 2023       | Estadio San Juan del Bicentenario | Mundial Sub-20          |                   |
| Mayor  |                      |      |                          |                                   |                         |                   |
| 1      | Irak                 | 0-1  | 16 de junio de 2023      | Estadio Mestalla                  | Amistoso                |                   |

## Estadísticas

### Clubes
Actualizado al último partido disputado el 12 de enero de 2025.
| Club                   | Div.          | Temporada     | Liga  | Liga  | Liga   | Copas nacionales | Copas nacionales | Copas nacionales | Copas internacionales | Copas internacionales | Copas internacionales | Total | Total | Total  |
| Club                   | Div.          | Temporada     | Part. | Goles | Asist. | Part.            | Goles            | Asist.           | Part.                 | Goles                 | Asist.                | Part. | Goles | Asist. |
| ---------------------- | ------------- | ------------- | ----- | ----- | ------ | ---------------- | ---------------- | ---------------- | --------------------- | --------------------- | --------------------- | ----- | ----- | ------ |
| Millonarios · Colombia | 1.ª           | 2022          | 9     | 0     | 0      | 1                | 1                | 0                | 0                     | 0                     | 0                     | 10    | 1     | 0      |
| Millonarios · Colombia | 1.ª           | A-2023        | 11    | 5     | 2      | 0                | 0                | 0                | 8                     | 1                     | 0                     | 19    | 6     | 2      |
| Millonarios · Colombia | Total club    | Total club    | 20    | 5     | 2      | 1                | 1                | 0                | 8                     | 1                     | 0                     | 29    | 7     | 2      |
| Lens II Francia        | 4.ª           | 2023          | 6     | 3     | 0      | -                | -                | -                | -                     | -                     | -                     | 6     | 3     | 0      |
| Lens II Francia        | Total club    | Total club    | 6     | 3     | 0      | 0                | 0                | 0                | 0                     | 0                     | 0                     | 6     | 3     | 0      |
| Lens Francia           | 1.ª           | 2023          | 4     | 1     | 1      | -                | -                | -                | -                     | -                     | -                     | 4     | 1     | 1      |
| Lens Francia           | Total club    | Total club    | 4     | 1     | 1      | 0                | 0                | 0                | 0                     | 0                     | 0                     | 4     | 1     | 1      |
| Rangers Escocia        | 1.ª           | 2024          | 6     | 1     | 1      | 1                | 0                | 1                | -                     | -                     | -                     | 7     | 1     | 2      |
| Rangers Escocia        | 1.ª           | 2024-25       | 9     | 0     | 0      | 1                | 0                | 0                | -                     | -                     | -                     | 10    | 0     | 0      |
| Rangers Escocia        | Total club    | Total club    | 15    | 1     | 1      | 2                | 0                | 1                | 0                     | 0                     | 0                     | 17    | 1     | 2      |
| Total carrera          | Total carrera | Total carrera | 45    | 10    | 4      | 3                | 1                | 1                | 8                     | 1                     | 0                     | 56    | 12    | 5      |

### Selección
Actualizado al último partido disputado el 12 de enero de 2024.
| Sub-19 · Colombia                                                                                       | 2021                       | 4  | 0 | —  | — | — | — | 4  | 0  |
| Sub-19 · Colombia                                                                                       | Total                      | 4  | 0 | 0  | 0 | 0 | 0 | 4  | 0  |
| Sub-20 · Colombia                                                                                       | 2022                       | 2  | 2 | 4  | 1 | — | — | 6  | 3  |
| Sub-20 · Colombia                                                                                       | 2023                       | 5  | 3 | 9  | 3 | 5 | 4 | 19 | 10 |
| Sub-20 · Colombia                                                                                       | Total                      | 7  | 5 | 13 | 4 | 5 | 4 | 25 | 13 |
| Sub-23 · Colombia                                                                                       | 2024                       | 1  | 0 | 2  | 0 | — | — | 3  | 0  |
| Sub-23 · Colombia                                                                                       | Total                      | 1  | 0 | 2  | 0 | 0 | 0 | 3  | 0  |
| Mayor · Colombia                                                                                        | 2023                       | 1  | 0 | —  | — | — | — | 1  | 0  |
| Mayor · Colombia                                                                                        | Total                      | 1  | 0 | 0  | 0 | 0 | 0 | 1  | 0  |
| Total Selecciones Colombia                                                                              | Total Selecciones Colombia | 13 | 5 | 15 | 4 | 5 | 4 | 33 | 13 |
| (1) Incluye los partidos de: Juegos Odesur (2022), Campeonato Sudamericano (2023) y Preolímpico (2024). |                            |    |   |    |   |   |   |    |    |

## Palmarés

### Títulos nacionales
| Títulos         | Club        | País     | Año  |
| --------------- | ----------- | -------- | ---- |
| Copa Colombia   | Millonarios | Colombia | 2022 |
| Torneo Apertura | Millonarios | Colombia | 2023 |

### Títulos internacionales
| Título                  | Equipo           | Sede     | Año  |
| ----------------------- | ---------------- | -------- | ---- |
| Torneo Odesur de Fútbol | Selección Sub-20 | Asunción | 2022 |